# Мартін Джонс
Мартін Джонс (англ. Martin Jones; 10 січня 1990, м. Норт-Ванкувер, Канада) — канадський хокеїст, воротар. Виступає за «Сіетл Кракен» у Національній хокейній лізі.
Вихованець хокейної школи «Норт-Шор Вінтер Клаб МХА». Виступав за «Калгарі Гітмен» (ЗХЛ), «Манчестер Монаркс» (АХЛ), «Лос-Анджелес Кінгс», «Філадельфія Флаєрс».
В чемпіонатах НХЛ — 433 матчі, у турнірах Кубка Стенлі — 2 матчі. 
У складі національної збірної Канади учасник чемпіонату світу 2015 (2 матчі). У складі молодіжної збірної Канади учасник чемпіонату світу 2010.
Досягнення
- Чемпіон світу (2015)
- Володар Кубка Стенлі (2014)
- Срібний призер молодіжного чемпіонату світу (2010)
- Чемпіон ЗХЛ (2010)

Нагороди
- Трофей Дела Вілсона (2010) — найкращий воротар ЗХЛ